# François Velle
François Velle, nascut el 1961, és un guionista i director francès.
Fill de l'actor Louis Velle i de la novel·lista Frédérique Hébrard, viu des de 1999 a Los Angeles a Califòrnia.

## Filmografia
- 1990 : Le Mari de l'ambassadeur (coguionista) (producció 13 episodis)
- 1992-1993 : Le Château des Oliviers (coguionista de 8 episodis)
- 1995 : Les Allumettes suédoises (coguionista dels 3 episodis)
- 1996 : L'Instit - episodi : Demain dès l'aube (direcció)
- 1997 : Comme des rois (guió i direcció)
- 1997 : Le Grand Bâtre (coguionista de 9 episodis)
- 2002 : New Suit (direcció)
- 2004-2009 : Le Tuteur direcció de 4 episodis i guionista de 7 episodis.
- 2008 : The Narrows (film) (direcció)
- 2009-2010 : Le juge est une femme direcció 4 episodis.
- 2010 : Les Châtaigniers du désert de Caroline Huppert (coguionista)
- 2010-2013 : Bones - Temporades 5, 7 & 8 (5 episodis)[3]
- 2011 : La Loi selon Bartoli  Episodi #2 (direcció)
- 2013 : El doctor Martin (4 episodis)
- 2014 : Jusqu'au dernier (minisèrie, direcció dels 6 episodis)
- 2015 : Une chance de trop (direcció dels 6 episodis)
- 2016 : Caïn, temporada #5 (direcció de 2 episodis)
- 2016-2017 : Ransom (sèrie, direcció de 2 episodis)
- 2018 : Maman a tort (sèrie de 6 episodis)
- 2019 : Meurtres à Tahiti (telefilm)
- 2020 : De Gaulle, l’éclat et le secret (minisèrie)
- 2022 : L'Abîme (minisèrie)

## Nominacions i premiss
- Nominat tres cops al 7 d'Or :
  - en 1990 per Le Mari de l'ambassadeur (amb Frédérique Hébrard)
  - en 1993 per Le Château des Oliviers (amb Frédérique Hébrard)
  - en 1996 per Les Allumettes suédoises (amb Bernard Revon)
- 1998 : millor guió Comme des rois Fantasporto festival.
- 2002 : millor pel·lícula per New Suit au Festival Internacional de Cinema de Fort Lauderdale